# Sabei (Yemen)

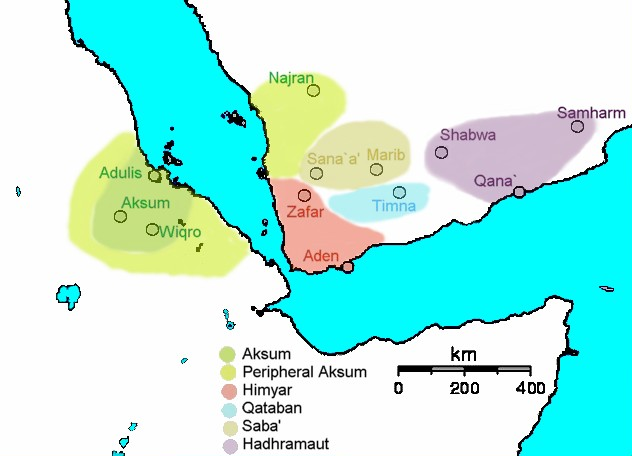
Regno di Sheba (senape) nel III secolo d.C.

I Sabei (in arabo السَّبَئِيون/السَّبأيون‎?, al-Saba’iyyūn/al-Sabā'yyūn, o in ebraico סבאים‎?, Saba'im) furono un antico popolo parlante una lingua sudarabica, fiorito nel II millennio a.C. nel sud della penisola arabica (attuale Yemen). Il loro regno di Saba (in arabo سَبأ‎?, Sabāʾ e in ebraico  סבא‎?, Saba o Sheba), fu uno degli antichi regni sud-arabici che prosperarono nella vallata di Bayhan.

## Storia
Come molti altri regni yemeniti, si arricchì grazie al traffico del franchincenso e della mirra, che si usava nella farmacopea e in diversi impieghi cultuali. La capitale era Ma'rib, collocata lungo la rotta mercantile che passava attraverso i regni del Hadramawt, del Qataban e di Ma'in. Si arricchirono praticando l'agricoltura e il commercio di spezie, pietre preziose e profumi; per facilitare questi commerci tracciarono piste carovaniere per le loro carovane, che attraversavano la penisola. Furono anche grandi ingegneri, civili e idraulici, nonché ottimi scultori. Benché recenti ritrovamenti archeologici suggeriscano che un semplice sbarramento di terra e una rete di canalizzazioni furono costruite già verso il 2000 a.C., la costruzione della prima diga di Ma'rib, ebbero inizio tra il 750 a.C. e il 700 a.C., in concomitanza con l'avvio del commercio dell'incenso, e richiesero un secolo all'incirca per essere completati (il Mukarrib 'Ali Yanuf bin Dhamar 'Ali ebbe il suo nome scolpito in alcune parti della diga per ricordarne il completamento). Erano principalmente politeisti enoteisti, ovvero adoravano una pluralità di divinità senza disconoscere quelle delle culture a loro più o meno prossime. Il regno di Saba iniziò gradualmente a declinare a causa dell'ascesa del vicino regno di Himyar, con la conquista della capitale Ma'rib attorno al 115 a.C. Nel periodo successivo fiorì la cultura indicata anche come himyarita o "neo-sabea", sopravvissuta fino alla conquista arabo-islamica e nel V secolo i neo-Sabei subirono anche la dominazione dell'esponente axumita Abraha. In seguito verso il 575 d.C. la diga di Ma'rib crollò, causando una catastrofe e la diaspora himyarita. 
Prima di questo evento soltanto una piccola parte della popolazione aveva abbracciato l'ebraismo o il cristianesimo, e il profeta arabo Maometto nella sua predicazione attribuisce all'idolatria la causa della loro rovina (Sura XXXIV). Nel VII secolo a seguito della conquista islamica dell'Arabia e della disfatta subita dalla profetessa himyarita Sajah, anche gli Himyariti si convertirono in massa all'Islam.